# フードレスキュー

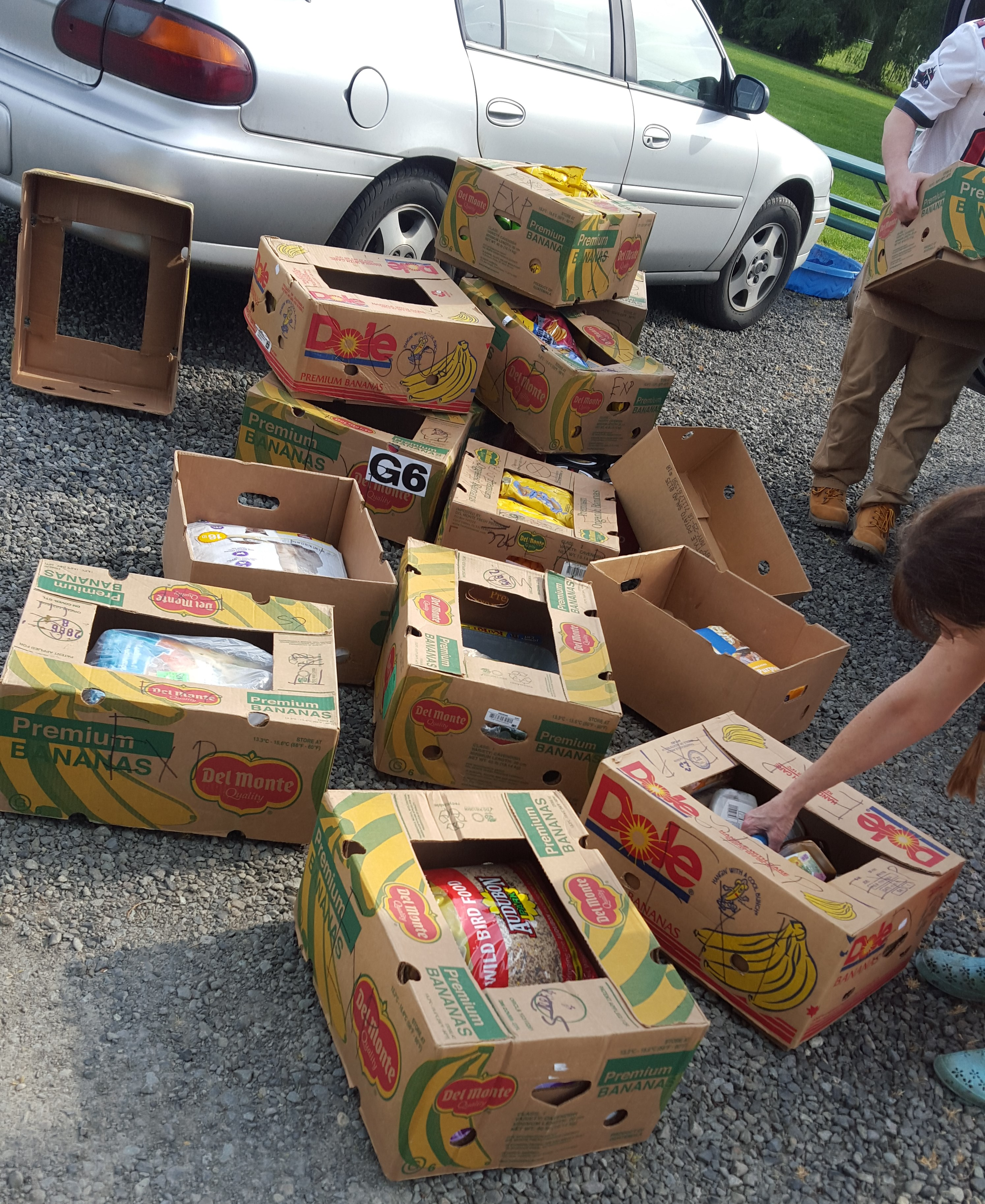
投げ捨てられているのを救済された食品

フードレスキュー(Food rescue)とは、フードリカバリー(food recovery、食品回収)、フードサルベージ(food salvage、食品を変身させること)とも呼ばれ、レストラン、食料品店、農産物市場、または食堂及び食品流通業者のような場所から、ほっておくと廃棄されるような食べることのできる食品を回収して地元の緊急食糧プログラムに届ける仕事である。
回収された食品は食べることができるが、売れ残ることがよくある。「販売期限」の日付またはそれを過ぎた製品、または傷ついたリンゴや1日経ったパンなど、何らかの形で不完全な製品は、食料品店、食料品店、レストラン、ファーマーズマーケットから寄贈されてくる。
また、食べ物に傷がない場合もあるが、レストランでは、作りすぎや注文が多すぎたり、料理や料理の準備プロセスの副産物であるおいしい食べ物（魚や肉の切れ端など）があったりする場合がある。また、食品メーカーは、品質管理にわずかに失敗した製品や、日付が短くなった製品を寄付する場合もある。
フードリカバリー、フードレスキュー、廃棄食品の分配、回収、および同様の廃棄物回避という考え方を実践する組織は、フードバンク、フードパントリー、またはスープキッチンの傘下にある。

## 詳細
ほとんどの場合、救助された食品は、大型ごみ容器に投げ込まれ、最終的には埋め立て地やその他のゴミ処理から救われている。農場で回収された食物は、耕される寸前のところから回収されている。農場では、寄付はボランティアによって収穫または収集されなければならないことがよくある。
また、さもなければ無駄になるであろう食物を救助するのを助けるために、アメリカ合衆国農務省(United States Department of Agriculture、略称: USDA)は彼らの農場貯蔵施設ローンプログラムを拡大している。
農産物貯蔵施設ローンプログラムは、農民がより多くの食料を廃棄物から保護できるように、より多くの農産物貯蔵のための低コストのローンを取得するのに役立っている。
アメリカ合衆国では、米国、食品資源レスキュープログラムは、彼らの寄付のための税務上の恩恵を受けてきたし、連邦政府によるエマーソン良きサマリア人食品寄付法(1996年制定)により、責任訴訟から保護されている。
多くのフードレスキュープログラムの利点は、必要としているが州のフードアシスタンスプログラムの申請要件を満たしていない可能性のある人々に健康的な食品を提供することある。多くのプログラムはまた、申請プロセスを待たずに、即時の緊急支援を提供している。フードレスキュー組織は、大量の食用食品が捨てられ、無料で摂取できるため、コストと食品の入手可能性による制限が少なく、一般的に資格要件は必要としない。この組織モデルにより、多くの場合、フードレスキューは他のタイプの飢餓救済プログラムよりも柔軟性とアクセス性が高く、より迅速に栄養支援を提供することができる。
個人レベルでは、フードレスキューはフリーガンとゴミ漁りの両方で行われている。

## 食品の再利用戦略
人々や組織が、さもなければ埋め立て地に行くであろう食物を救う方法はいろいろある。たとえば、米国環境保護庁は次の行動を推奨している。

### ソースの削減
生成され、潜在的に無駄になる食品の量を減らす。たとえば、個人であれば買い物リストを作成して、実際に必要な量よりも多くの食料を購入しないようにすることができる。

### 人間の消費

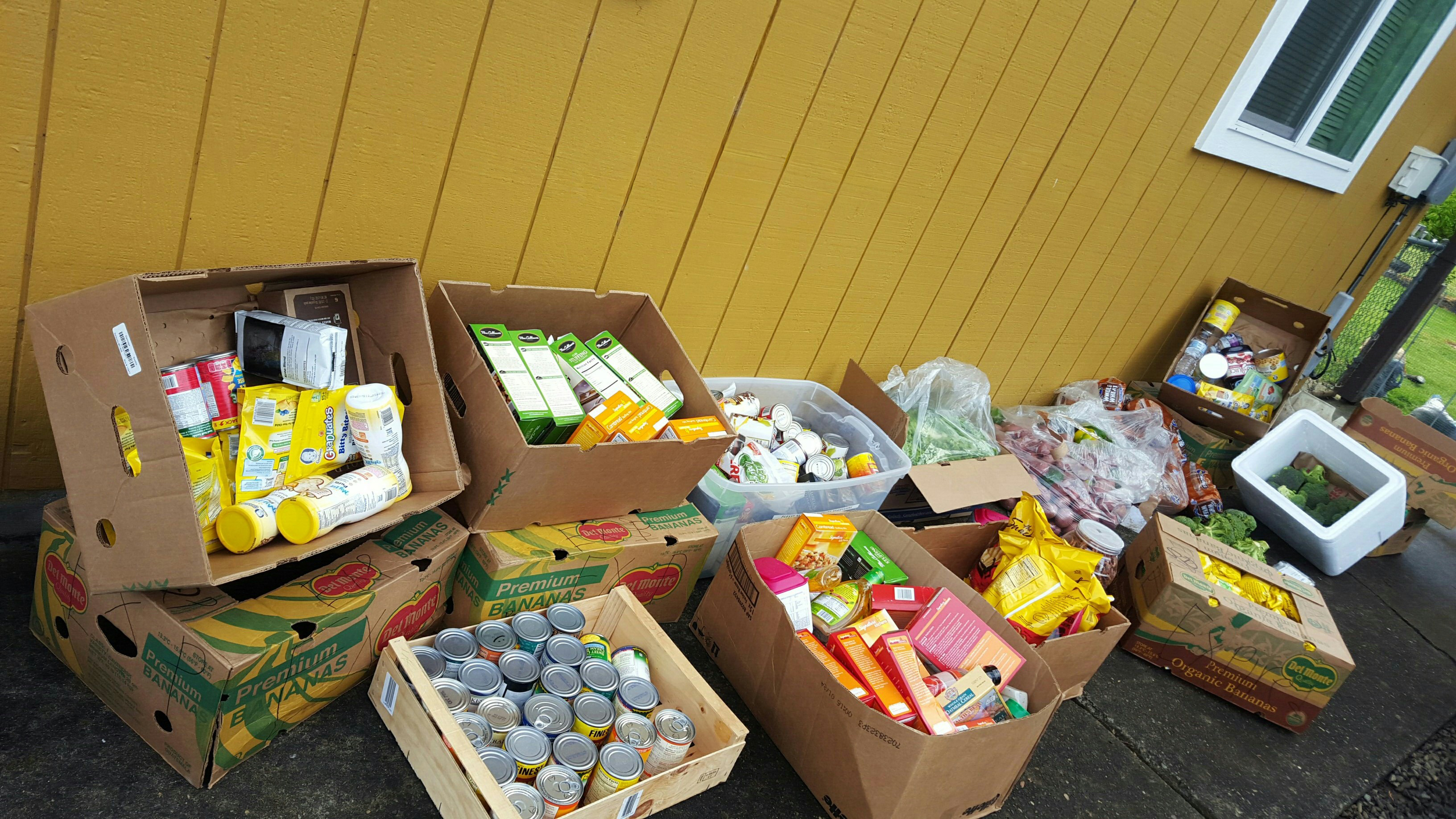
賞味期限はないが、「賞味期限」を数か月過ぎた食品は、埋め立て地に行くことから救われ、それを必要とし、欲しがっている人々に配布された。

組織は、貯蔵寿命の終わりに、生鮮食品と腐敗していない生鮮食品の両方を、たとえばフードバンク、フードパントリー、フードレスキュープログラム、ホームレスシェルター、およびその他の組織に寄付することができる。

### 動物に餌をやる
多くの動物は生ごみを食べることができる。一部の農家、固形廃棄物収集業者、リサイクルセンターは、廃棄された食品を収集している。

### 産業用途
嫌気性消化は、食品廃棄物を再生可能エネルギーに変換する変換プロセスですある。食品はパッケージから分離され、より消化しやすい状態に分解されてから、特別な無酸素貯蔵タンクでバクテリアと混合される。バクテリアは食品廃棄物を分解し、それを電気を生成するために使用できるメタンバイオガスに変換する働きをする
。
水熱液化は、食品廃棄物を高圧下で加熱し、食品廃棄物を油に変換し、それを精製して燃料にするプロセスである。最初の液化が完了すると、残った水っぽい廃棄物は嫌気性消化を経て、微生物が廃棄物をメタンと二酸化炭素のバイオガスに分解する。このバイオガスは、熱と電気に使用できる。
脂肪、油、グリース、肉製品をレンダリングやバイオディーゼル生産に使用することも可能である。

### 堆肥化
残りの食品廃棄物は既存の堆肥に追加する。堆肥化には、メタンガスの生産量の削減や土壌の質の向上など、一般的な廃棄物埋立地に比べて多くの利点がある。

## 各国の対応

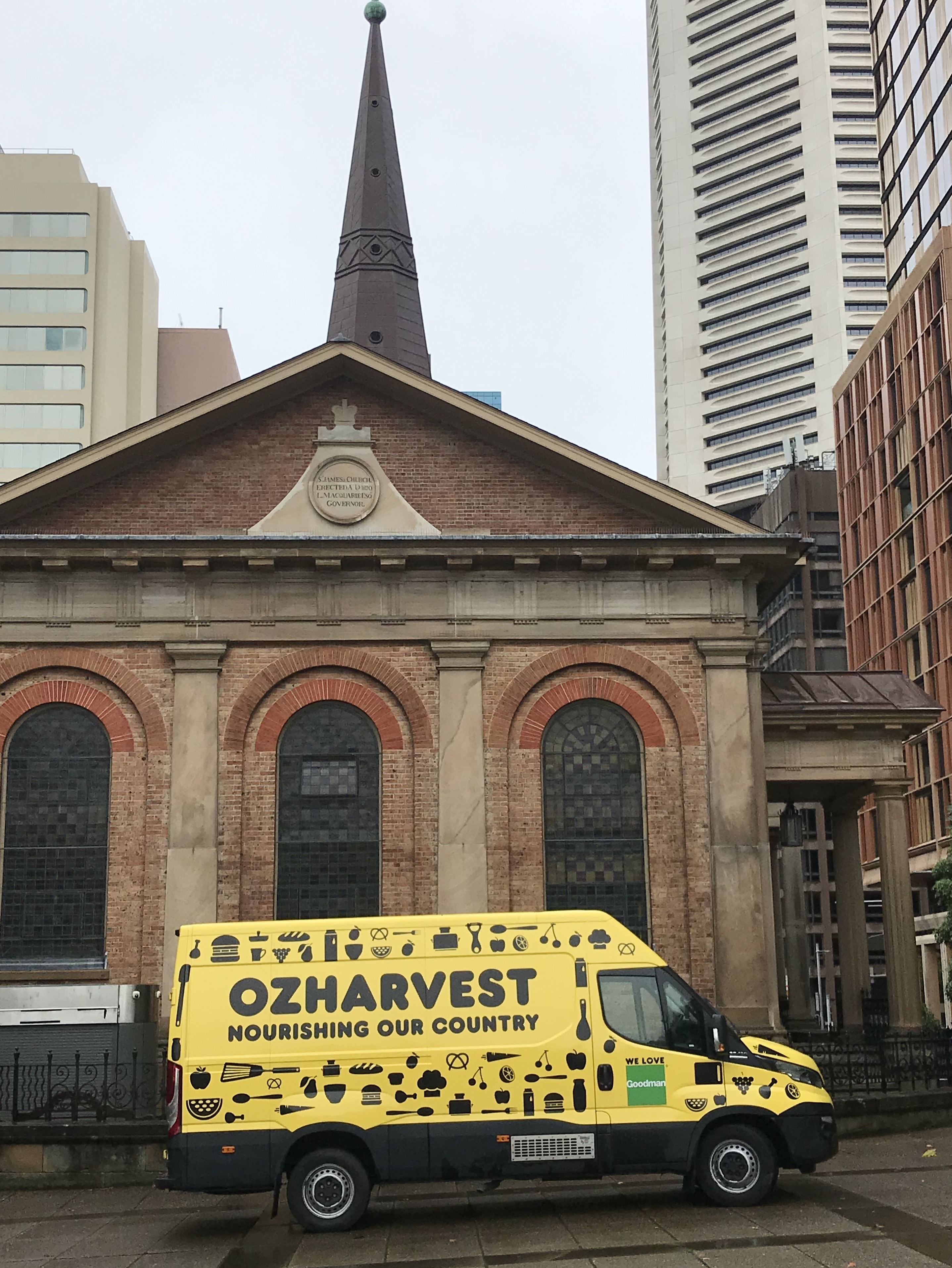
オズ・ハーベストのトラックは、シドニーのセントジェームズ教会への定期的な食品配達を行っている。これらはそれを必要としている人々に配分、提供される

### オーストラリア
オーストラリアでは、オズ・ハーベストが2004年11月、創設された。

### カナダ
カナダのセカンド・ハーベスト・トロントは、1985年から活動中。他にもブリティッシュ・コロンビア州のヘルピングハンズ協会がある。

### イスラエル
レケット・イスラエル(Leket Israel)は、イスラエルの国立のフードバンクである。

### ニュージーランド
ニュージーランドで最初のフードレスキュー組織はカイボッシュ(Kaibosh)である。
この組織は、2008年8月に設立されウェリントンで活動している。 フードシェア(FoodShare)は、ニュージーランドの南島にあるダニーデン市にフードレスキューを提供しており、2012年3月に活動を開始している。2011年に設立されたオークランド初のフードレスキュー組織であるフェアフード(Fair Food)と、キウイハーベスト(KiwiHarvest)はオークランドで活動しており、その他の組織は、ハミルトン、タウランガ、パーマストンノース、クライストチャーチで活動している。

### ノルウェー
2015年の調査では、ノルウェーでフードレスキュープログラムを積極的に実施している53の慈善団体がリストされている。最大のドナーはスーパーマーケット（59％）であり、次にパン屋やその他の食品生産者が続いている。
配給業者は主に慈善団体であり、救世軍やチャーチシティミッションのように、主に宗教的なつながりがある。
ほとんどの仕事はボランティアによって行われ、報酬はない。
受取り手は主に麻薬やアルコール中毒者であるが、ホームレス、移民、家庭内暴力の犠牲者も含まれている。
ほとんどの食べ物は調理済みの食品として配られる。
調査対象の都市では、年間100万食以上の食事が提供されている。他の食べ物は袋詰めの食品として配られる。
無料の食料の配布は、慈善団体が薬物乱用や心理的問題などの支援を必要とする人々と接触するための方法としてよく行われる。ボランティアは、ユーザーが尊厳と裁量で食べ物を手に入れることができるスペースを用意することの重要性を強調する。さらに、そこではコーヒーも飲めシャワーを使うこともできる。多くの場合、ボランティアは情緒的なサポートを提供したり、仕事のヒントを共有したり、ノルウェー語の知識を必要とする管理タスクで移民を支援したりするなど、食料の取得以外のことでも人々を支援する。
慈善団体は、共通のフードバンクを持つことで互いに協力することがある。これにより、ユーザーへの多様な食品の安定供給を維持しやすくなる。
一部のユーザーは、無料の食事を受け取ると、汚名を着せられ、劣等感や社会的疎外感につながる可能性があるとの報告がある。これに対抗するために、慈善団体は時々、食べ物に低い象徴的な価格を請求したり、それを準備する作業に参加することと引き換えに食べ物を提供したりする。

### シンガポール
シンガポールでは、フードバンク・シンガポールがフードレスキューのプロジェクトを推進している。シンガポール島の様々な場所で過剰になった食品を回収することで、自分たちのフードレスキューのプロジェクトを進めている。

### イギリス
イングランドでは、フェアシェア(Fareshare)のようないくつかの団体が、食品の破棄を最小限に食い止めるため、食品メーカーと直接連携している。2005年には2,000トンの食料が破棄されることなく、節約されている。その後、この食料は、300ものフードネットワークの組織に再配布された。この食品は、イギリス国内で毎日12,000人の恵まれない人々に330万食以上の食事として提供された。

### アメリカ合衆国
アメリカ合衆国環境保護庁(United States Environmental Protection Agency, EPA)は、2015年139万トン以上の食品が破棄されていると推定していると発表した。 多くのフードレスキュー組織が、冷蔵トラックで食料を受け取り、配達している。ほとんどがフーディング・アメリカ(FeedingAmerica)のメンバーであり、以前はアメリカズ・セコンドハーベスト(America's SecondHarvest)に所属していた。余剰もしくは廃棄食料の受取り手組織は、低所得で無収入の人々にそれらを提供している。セント・アンドリュース協会は、ボランティア主体の落ち穂拾い団体で非営利で活動している。
 
他の全国的に認められたフードレスキュー組織には、City Harvest、La Soupe、Philabundanceが含まれる。
Waste No Foodのような一部の組織は、テクノロジーを使用して、食料回収の取り組みを支援するために、余剰食料が利用できる場所と時期を慈善団体に通知している。
フードレスキュー組織のディレクトリは、Sustainable Americaによって管理されている。

## 日本
日本では1年間に捨てられている食品は約612万トン(2017年推計値)あるとされる。食品ロス削減推進法で毎年10月30日を食品ロス削減の日と定めて、食品ロスの削減に向けた取り組みを広げていくための啓発活動を展開している。産地や流通過程で余剰になった食材を加工品原料に活用したり、アップサイクリングしたり、品質保持期間を延長するなどの活動をしているオイシックス・ラ・大地、良質であるが余剰になっている加工品、規格外の野菜や果物、海産物などの訳あり品を消費者につな tabeloop（たべるーぷ）、などの活動がある。単に余剰の食品を消費者に手渡すという単に直線的なものではなく、余剰の食品に価値付与をしたり、計画的に余剰食品が出ないようにしたり、生産者から直接消費者に届けるなど、多様なかたちで展開されているのが特徴である。

## 関連情報

### アメリカ合衆国、その他の主要なフードレスキュー団体・組織
- City Harvest(en:City Harvest (United States))
- Food Donation Connection(en:Food Donation Connection)
- Food Not Bomb(en:Food Not Bombs)
- Food Rescue Hero(HP: Food Rescue Hero)
- Forgotten Harvest(en:Forgotten Harvest)
- La Soupe(en:La Soupe)
- Last Mile Food Rescue (HP:Last Mile Food Rescue (Cincinnati))
- OzHarvest (en:OzHarvest)
- Philabundance (en:Philabundance)
- Society of St. Andrew (en:Society of St. Andrew)
- Umi Feeds (en:Umi Feeds)
- USA Harvest (en:USA Harvest)
- Waste No Food (en:Waste No Food)
- 412 Food Rescue (en:412 Food Rescue)
- Right to food (en:Right to food)
- Waste Not (HP:Waste Not)